# 嘆願
嘆願（たんがん、英語: Supplication）あるいは歎願（たんがん）とは事情を説明して熱心に頼むこと、実現が非常に困難な事柄を他人に依頼すること、または神に願うことである。類似する言葉に「請願」（せいがん）があるが、これは社会的、法律的に使われることが多い。
古くは古代ギリシャの『イーリアス』で、クリューセースが娘クリューセーイスの返還を願ってアポロンに嘆願したり、プリアモスが息子ヘクトールの亡骸を引き取ることを歎願している。
ユダヤ教やキリスト教では、自身あるいは他の人が健康であるようになどを神に嘆願する祈りが行われており、旧約聖書の『詩編』の詩編5の8節、詩編6の4節、詩編7の1節にあり、新約聖書でも随所にあり、ヤコブの手紙5章13節 - 16節にもある 。
カトリックの「ノベナ」では、聖母、聖人、神に9回嘆願すると、願いが成就するという習慣はスペインから始まったといわれている。
イスラム教でも、ドゥアー（Du'a）は「呼びかける」という意味で、これも嘆願であるといわれる。
日本でもお百度参りの習慣があり、百度寺社へ嘆願すると、願いが成就するという民間信仰がある。